# Stan Milburn
Stanley Milburn, meglio conosciuto con il nome Stan (Ashington, 27 ottobre 1926 – 30 luglio 2010), è stato un calciatore inglese, di ruolo difensore.

## Biografia
Figlio di John Thomas, ex calciatore, e Elizabeth Ann Charlton, la sua famiglia diede un importante apporto al calcio inglese: difatti i suoi tre fratelli (George, Jack e Jim), suo cugino (Jackie Milburn) ed i nipoti (Bobby e Jack Charlton) furono tutti calciatori professionisti.
Ha sposato Marjorie, da cui ha avuto la figlia Ann.

## Carriera

### Club
Proveniente dal Ashington Colliery Welfare, Milburn militò nei cadetti del Chesterfield a partire dal 1946. Con il Chesterfield, retrocedette in terza serie al termine della Second Division 1951-1952: nel corso della stagione seguente passa al Leicester City. Con il Leicester vince la Second Division 1953-1954, ottenendo la promozione in massima serie: con le Foxes retrocede immediatamente in cadetteria a causa del ventunesimo e penultimo posto ottenuto nella First Division 1954-1955.
Con il Leicester Milburn vince nuovamente la Second Division nella stagione 1956-1957. Ottiene con i suoi il diciottesimo posto della First Division 1957-1958.
Nel gennaio 1959 passa al Rochdale, club di terza divisione, con cui retrocede in quarta serie al termine della Third Division 1958-1959. Rimarrà in forza al Rochdale sino al 1965, anno del suo ritiro dal calcio giocato. Con il Rochdale raggiunse la finale della Football League Cup 1961-1962, persa contro il Norwich City.

### Nazionale
Il 22 febbraio 1950 gioca un incontro amichevole con la Nazionale B di calcio dell'Inghilterra, vinta contro i Paesi Bassi per 1-0.
Nel settembre dello stesso anno gioca con una rappresentativa di calciatori dilettanti della Football Association, reduci da una tournée in Canada, la FA Charity Shield 1950, persa per 4-2 contro la nazionale maggiore dell'Inghilterra.

## Palmarès
- Second Division: 2

Leicester: 1953-1954, 1957-1958